# 梁春华
梁春华（韓語：량춘화，1991年6月12日—）是一名朝鲜举重运动员。她曾在2011年世界大学生运动会上获得一枚银牌，并在2012年伦敦奥运会上获得举重女子48公斤级季军。